# Slovaci u Vojvodini
Slovaci su jedna od nacionalnih manjina u autonomnoj pokrajini Vojvodini u Republici Srbiji.

## Jezik i vjera
Govore slovačkim jezikom, ali za razliku od Slovaka u matičnoj zemlji, nisu većinom rimokatolici, nego protestanti (evangelisti).

## Naseljenost
Prema popisu iz 2002. u Vojvodini je živjelo 56.637 Slovaka što ih je s 2,79% činilo trećom po brojnosti nacionalnom zajednicom. 
Najvećim dijelom se nalaze u Bačkoj, a ima i manjih naselja u Srijemu i Banatu.
U dvjema općinama Slovaci čine većinu: Bački Petrovac (66,41%) i Kovačica (41,07%). U Kovačici živi 8.497 Slovaka, dok u Petrovcu 5.773. Gradovi Kovačica i Petrovac su kulturna sjedišta vojvođanskih Slovaka.
Naselja s apsolutnom ili relativnom slovačkom većinom u Vojvodini su:
- Bački Petrovac (općina Bački Petrovac)
- Kulpin (općina Bački Petrovac)
- Gložan (općina Bački Petrovac)
- Kisač (općina Novi Sad)
- Pivnice (općina Bačka Palanka)
- Lalić (općina Odžaci)
- Selenča (općina Bač)
- Lug (općina Beočin)
- Ljuba (općina Šid)
- Kovačica (općina Kovačica)
- Padina (općina Kovačica)
- Belo Blato (općina Zrenjanin)
- Hajdučica (općina Plandište)
- Janošik (općina Alibunar)
- Slankamenački Vinogradi (općina Inđija)
- (Pančevo/Vojlovica) općina Pančevo

## Povijest
Na područje Vojvodine su se doselili za vrijeme Habsburške Monarhije, nakon što su ovi krajevi oslobođeni od turske vlasti, a najviše u 18. stoljeću.
Broj Slovaka se uvelike izgubio zbog germanizacije i mađarizacije.
Rastom mađarskog nacionalnog pokreta su Slovaci bili izloženi snažnim mađarizacijskim asimilatorskim pritiscima, kako u južnoj Ugarskoj, tako i u samoj matičnoj domovini, Slovačkoj. Pozicija slovačkog naroda je bila utoliko gora što niti njihova matična domovina nije imala mogućnosti odupiranja tim pritiscima, za razliku od Nijemaca i Hrvata te nešto kasnije Rumunja i Srba, jer Slovačka nije bila samostalnom državaom odnosno u ugarskom dijelu monarhije nije bila niti kao Hrvatska.
Nositelji tog pokreta među Mađarima su zahtijevali da se sve manjine odreknu svojeg etno-kulturnog identiteta. Počelo se s rafiniranim metodama progona i istiskivanja jezika iz škola (na kraju su gašene odnosno onemogućavano otvaranje privatnih škola na hrvatskom jeziku), državnih ustanova pa na koncu i crkve. Situacija se iznimno pogoršala nakon mađarske revolucije 1848., kada su mađarske vlasti imale stav "„da su svi oni koji govore mađarski Mađari (dotad su to bili samo povlašteni) i da svaki Mađar mora govoriti mađarski.".

## Kultura
Od tiskanih medija na slovačkom jeziku, u Vojvodini izlazi Hlas Ľudu. 2012. godine muzej u Bačkom Petrovcu službeno je postao Muzej vojvođanskih Slovaka.
Na slovačkom programe imaju RTV Vojvodina, Radio Novi Sad, Televizija Pančevo,  Radio i Televiźia Obce Kovačica i TV Petrovec.
Slovački je jedan od službenih jezika u Vojvodini.

## Stanje po popisima
Prema popisu iz 1880., Slovaci su bili 6. po brojnosti etnička zajednica na području današnje Vojvodine. Ukupno ih je bilo, prema metodologiji iz tog popisa 43.318. 
Prema popisu iz 1948., Slovaci su bili 4. po veličini zajednica, a bilo ih je 72.032. 
Popis iz 1961. je prikazao najveći broj Slovaka u Vojvodini ikad - 73.830. 
Popis iz 2002. je prikazao Slovake kao treću po brojnosti nacionalnu zajednicu u Vojvodini po prvi puta. Taj "skok" na ljestvici je prije svega zahvaljujući velikom broju prognanih i iseljenih Hrvata, kao i podvajanju odnosno etničkoj mimikriji unutar vojvođanskih Hrvata, koji su se iz raznih razloga "izgubili" unutar Jugoslavena, Mađara ili od srbijanskih vlasti promovirane i podupirane podjele unutar hrvatske zajednice, na Bunjevce i Šokce kojima je subetničko ime izdignuto na razinu posebne nacionalnosti. Ipak, broj Slovaka je znatno opao, 56.637.
Broj Slovaka u Vojvodini smanjio se od popisa 2002. godine. 2002. godine bilo ih je cijeloj Srbiji 59.021, a 2011. 52.750, čime im je udio ukupnog stanovništva opao s 0,79% na 0,73%. Treća su po brojnosti izjašnjena zajednica u Vojvodini s 50.321 pripadnikom i čine 2,6% stanovništva, a ukupno su četvrti, uračuna li se kod Hrvata i nehrvatske opcije.

## Poznate osobe
- Béla Duránci (Slovak po ocu, Hrvat po majci)[6]

## Vanjske poveznice
- Vojvodinian Slovaks contemporary and native art  Arhivirana inačica izvorne stranice od 8. kolovoza 2018. (Wayback Machine) (sl.) (srp.) (engl.)
- (sl.) Hlas Ľudu